# Georg Alexander

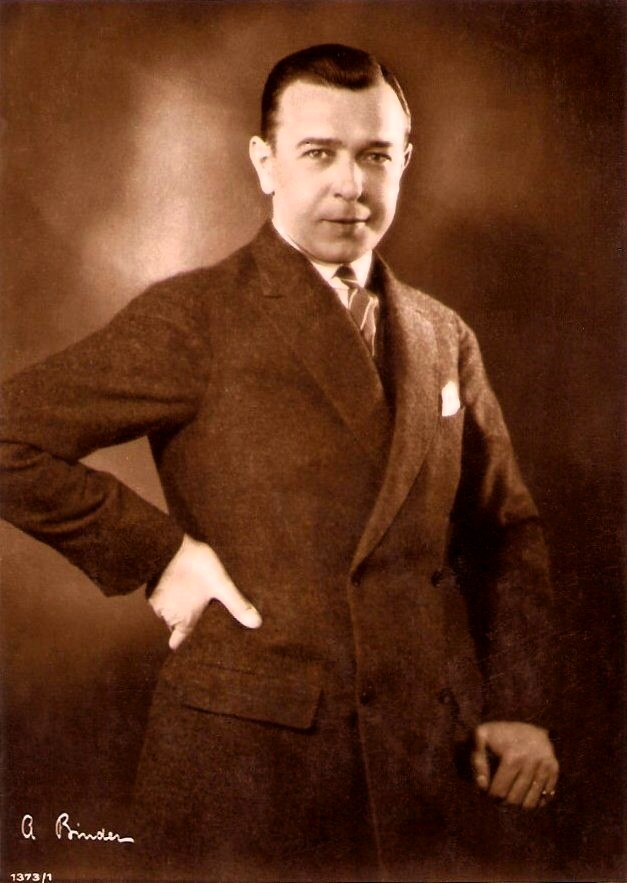
Georg Alexander.

Georg Alexander född Werner Louis Georg Lüddeckens 4 april 1888 i Hannover död 30 oktober 1945 i Berlin, tysk skådespelare och regissör. Han var son till skådespelaren Georg Lüddeckens och pappa till den norske skådespelaren Georg Richter. Richters mor var Aud Egede-Nissen, som senare gifte sig med Paul Richter.
George Alexander filmdebuterade 1915 och verkade som skådespelare inom tysk film fram till 1945. Han hade då spelat i över 170 filmer. Alexander medverkade ofta i sofistikerade komedifilmer och underhållningsfilmer där han gjorde roller som eleganta män, och ibland som ointelligenta snobbar.

## Filmografi (urval)
- 1921 – Miljonstölden
- 1925 – Herr Collins affärer i London
- 1930 – Den sjungande staden
- 1930 – Kärleksvalsen
- 1931 – Galna änkan
- 1931 – Hennes privatsekreterare
- 1932 – Kärlek vid första ögonkastet
- 1932 – Vad ska jag säga min man?
- 1933 – Vad hände i natt?
- 1934 – Hennes engelska giftermål
- 1936 – Hans officiella hustru
- 1938 – Flickan från i natt
- 1938 – Geld fällt vom Himmel
- 1938 – Hon kommer inte till middagen
- 1939 – En förförare med otur
- 1941 – Fröken Casanova
- 1941 – Frauen sind doch bessere Diplomaten
- 1944 – Mina drömmars kvinna